# Фарнака
Фарнака је у грчкој митологији била кћерка Мегасара, краља Хирије у Беотији или Келиксији.

## Митологија
Према Аполодору, она је са Сандаком (или Сандоком) имала сина Киниру. То се дешавало негде између 1355. и 1310. п. н. е.